# Slag bij Sint-Margriete-Houtem
De Slag bij Sint-Margriete-Houtem is de vaak gebruikte benaming voor de gevechten bij Tienen op 18 augustus 1914 in het begin van de Eerste Wereldoorlog. De slag is ook wel als de Slag op de Zeven Zillen aangeduid maar die locatie is maar een beperkt gedeelte van het slagveld en de naam is pas veel later voorgesteld.

## Beschrijving
Na de Slag der Zilveren Helmen te Halen op 12 augustus 1914 werden Belgische militairen opgesteld rondom Tienen om de opmars van de Duitsers te voorkomen. In Sint-Margriete-Houtem, Grimde en in de voorposten in Oplinter, Neerlinter en Bunsbeek probeerden zo'n 2.200 Belgische militairen van het 22ste Linieregiment, een bataljon van het 3de Linieregiment en drie batterijen van telkens vier kanonnen de Duitse legermacht, die ongeveer zes keer zo talrijk was, staande te houden.
Rond 13.30 uur begonnen de gevechten in Neerlinter, de meest oostelijk gelegen voorpost. De Duitsers schakelden eerst hun artillerie in om de Belgen een eerste tik te geven. Daarna kwam hun infanterie in actie. De voorposten moesten een voor een hun positie prijsgeven en ook in Sint-Margriete-Houtem zelf waren er veel problemen. De redoutes aan de Kopstraat leden zwaar onder vijandelijk vuur en communicatieproblemen hinderden de uitvoering van de beslissingen. Er vielen verhoudingsgewijs veel slachtoffers onder de officieren, waardoor de compagnieën stuurloos werden. Tegen 16.30 uur startte het regiment de algemene terugtrekking op bevel van kolonel Guffens. Daarna trokken de Duitse troepen 's avonds de stad Tienen binnen. Het 22ste linieregiment verloor die dag 1.250 van zijn 2.400 manschappen. 553 soldaten, 17 officieren en 15 onderofficieren sneuvelden.

## Gesneuvelden
De slachtoffers van 18 augustus 1914 werden begraven op de militaire begraafplaats te Sint-Margriete-Houtem, de necropolis te Grimde en op de stedelijke begraafplaats te Tienen. Alphonse-Alexandre de Hollain (1873-1914) kapitein-commandant bij de cavalerie sneuvelde hier.  De kazerne de Hollain in Gent is naar hem genoemd. Henri-Auguste Van Vletingen, naar wie de Arena Van Vletingen in Gent is genoemd, sneuvelde hier ook.
In de romaanse Sint-Pieterskerk (Pastorijstraat) te Grimde, die vanaf 1915 dienst doet als necropolis, rusten 140 Belgische militairen, waaronder generaal Guffens, die nog kolonel was ten tijde van de slag (†1943), en na de Tweede Wereldoorlog op zijn vraag bijgelegd werd.